# دوك بينيت
دوك بينيت (بالإنجليزية: Doc Bennett)‏ هو لاعب كرة قاعدة أمريكي، ولد في 1 فبراير 1891، وتوفي في 31 مارس 1974.